# St Mary's Stadium
Il St. Mary's Stadium è un impianto sportivo di Southampton, in Inghilterra. La struttura ospita le partite casalinghe del Southampton F.C. ed è lo stadio più capiente del sud dell'Inghilterra situato fuori da Londra.

## Storia
Per oltre un secolo, il Southampton giocò le sue partite casalinghe a The Dell, piccolo impianto a capacità limitata.
Alla fine degli anni '90, la dirigenza decise che era necessario un nuovo impianto per competere ai massimi livelli del calcio inglese e internazionale. La costruzione del St Mary’s Stadium iniziò nel dicembre 1999, e lo stadio fu completato in tempo per la stagione 2001-2002. Il progetto ebbe un costo di circa 32 milioni di sterline, finanziato in parte attraverso accordi di sponsorizzazione, incluso il nome iniziale dello stadio The Friends Provident St Mary’s Stadium  .
L'inaugurazione ufficiale del St Mary’s Stadium avvenne il 1º agosto 2001, con una partita amichevole contro l'Espanyol , che terminò con una vittoria per 4-3 per il Southampton. La prima partita ufficiale di campionato si giocò il 25 agosto 2001 contro il Chelsea , partita terminata con la sconfitta dei Saints per 2-0.
Nel 2007 viene eretta all'ingresso dello stadio una statua dedicata a Ted Bates, figura iconica del club . Ted è stato prima un calciatore e poi un dirigente di lunga data del club. La sua carriera da giocatore con il Southampton si è svolta principalmente negli anni '30 e '40, seguita da un periodo di gestione e direzione che ha lasciato un'impronta indelebile sulla storia del club.
Il St Mary’s Stadium è stato il primo stadio in Inghilterra ad installare un sistema di illuminazione a LED . Nel 2016, venne installato un nuovo sistema di altoparlanti. Oltre alle partite del Southampton, il St Mary’s ha ospitato anche diversi incontri di rugby, concerti e altri eventi pubblici .

## Settori[1][8]
- Northam Stand: Situata a nord, è nota per ospitare i tifosi più appassionati del Southampton FC.
- Itchen Stand: Situata a est, offre una vista eccellente e include le sezioni VIP e le sale conferenze.
- Chapel Stand: Situata a sud, è solitamente riservata ai tifosi ospiti.
- Kingsland Stand: Situata a ovest, è il settore più grande e comprende posti a sedere premium e aree famigliari.

## Dati statistici
L'affluenza media al St Mary's Stadium per le partite del Southampton FC varia tra i 25.000 e i 30.000 spettatori, a seconda della stagione e delle prestazioni del club. La partita con il maggior numero di spettatori si è registrata il 28 aprile 2012, quando 32.363 tifosi hanno assistito alla vittoria del Southampton contro il Coventry City, che sancì la promozione in Premier League .

## Trasporti
Il St Mary's Stadium è ben collegato con i mezzi pubblici:
- Autobus: Diversi autobus locali collegano lo stadio con varie zone di Southampton e dei dintorni. Le linee principali includono la 8, 11 e 18.
- Treno: La stazione ferroviaria più vicina è Southampton Central, situata a circa 1,6 km dallo stadio. Da qui, è possibile prendere un autobus o camminare per circa 20 minuti per raggiungere l'impianto.
- Auto: Lo stadio è facilmente raggiungibile in auto, con diverse opzioni di parcheggio nelle vicinanze. Tuttavia, nei giorni di partita è consigliato l'uso dei mezzi pubblici a causa del traffico intenso.